# Darreh Zhān-e Bālā
Darreh Zhān-e Bālā (persiska: ديژانِ عُليا, درّه ژان بالا, دَرِّه ژان, دَريژان عُليا, دَرِّه ژان بالا, دَرِّه ژَن عُليا, Dīzhān-e ‘Olyā) är en ort i Iran.   Den ligger i provinsen Lorestan, i den centrala delen av landet, 300 km sydväst om huvudstaden Teheran. Darreh Zhān-e Bālā ligger 2 086 meter över havet och antalet invånare är 295.
Terrängen runt Darreh Zhān-e Bālā är huvudsakligen kuperad, men söderut är den bergig. Runt Darreh Zhān-e Bālā är det ganska glesbefolkat, med 48 invånare per kvadratkilometer. Närmaste större samhälle är Kalkaleh, 15,3 km söder om Darreh Zhān-e Bālā. Trakten runt Darreh Zhān-e Bālā består i huvudsak av gräsmarker.